# Billie Tapscott
Ruth Daphne „Billie” Tapscott (ur. 31 maja 1903 w Kimberley, zm. 1970) – południowoafrykańska tenisistka.
Była córką George’a Tapscotta, przedsiębiorcy i radnego miejskiego Kimberley; jej dwaj starsi bracia – Lionel Eric „Doodles” i George Lancelot „Dusty” zostali znanymi krykiecistami, reprezentantami Afryki Południowej w meczach testowych. Do jej największych osiągnięć sportowych zaliczyć należy ćwierćfinały turniejów zaliczanych współcześnie do Wielkiego Szlema – w 1927 na Wimbledonie i międzynarodowych mistrzostwach Francji. W Paryżu uległa wówczas późniejszej triumfatorce, Holenderce Cornelii Bouman; dwa lata później w mistrzostwach Francji doszła do 1/8 finału i ponownie musiała uznać wyższość późniejszej mistrzyni, tym razem Amerykanki Helen Wills Moody. W kraju rywalizowała przede wszystkim z Esther „Bobby” Heine, wielkoszlemową triumfatorką z Paryża w deblu, kilkakrotnie notowaną w czołowej dziesiątce na świecie; w 1930 Tapscott zdobyła mistrzostwo Afryki Południowej. Była zawodniczką praworęczną. W 1930 wyszła za mąż za swojego rodaka, tenisistę Collina Robbinsa.
W historii tenisa zapisała się bardziej w charakterze pionierki-skandalistki. Jej wimbledoński występ z 1927 wzburzył publiczność w Londynie i wywołał liczne komentarze, a przyczyną tego był fakt, iż występowała, jako pierwsza kobieta, bez długich pończoch. Odsłonięcie nóg tłumaczyła praktyką gry w tenisa w Afryce Południowej. Strój ten, poparty sukcesem sportowym w postaci osiągniętego przez Tapscott ćwierćfinału, rychło znalazł kontynuatorki; w 1931 Joan Austin Lycett, siostra słynnego tenisisty Bunny’ego Austina i żona mistrza gry podwójnej Randolpha Lycetta, stała się pierwszą zawodniczką, która wystąpiła bez pończoch na wimbledońskim korcie centralnym (Henry Austin należał skądinąd do pionierów krótkich spodni na korcie).